# Julius Hälsig
Julius Hälsig, född 29 juni 1875 i Ängelholm, död 17 februari 1955 i Hedvig Eleonora församling, Stockholm, var en svensk skådespelare och regissör.
Hälsig var regissör vid Kungliga Teatern. Han innehade Kungliga Vasamedaljen i guld, 8:e storleken.

## Filmografi
- 1915 – Mästertjuven
- 1915 – Hans hustrus förflutna
- 1915 – Dolken
- 1916 – Vingarne
- 1916 – Kärlek och journalistik
- 1916 – Dödskyssen
- 1917 – Terje Vigen
- 1917 – Alexander den Store
- 1918 – Thomas Graals bästa barn
- 1920 – Gyurkovicsarna (även regiassistent)